# Johannes Touton
Johannes Touton (* 23. Juli 1733 in Trarbach; † 30. Dezember 1800 ebenda) war ein deutscher Gymnasiallehrer.

## Leben
Johannes Touton war ein Sohn der Eheleute Philip Joachim Touton und dessen Ehefrau Maria Agnes, geb. Haut aus Traben-Trarbach. Johannes Touton hatte einen jüngeren Bruder namens Johann Daniel Aemilius Touton der am 31. Oktober 1736 geboren wurde. Nach dem Ende seiner schulischen Ausbildung am Trarbacher Gymnasium studierte Touton Philosophie und Theologie. Im Anschluss daran erhielt er 1755 seine erste Anstellung als Konrektor am Trarbacher Gymnasium. Touton der wegen seiner Gelehrsamkeit viel Beachtung fand, tat sich besonders in der Lehre der klassischen Bildung hervor, indem er u. a. die Pädagogik des Jean-Jacques Rousseau vermittelte. Touton der von 1766 bis 1800 der letzte Rektor des Trarbacher Gymnasiums war, erhielt im Jahre 1780 durch den Herzog von Pfalz-Zweibrücken Karl II. August den Titel eines Professors.
Am Gymnasium in Trarbach hatte Touton einen Lehrplan entworfen, der die Unterrichtung von lateinischer und deutscher Prosa vorsah. 1781 veröffentlichte er eine „Kurze Nachricht von der gegenwärtigen Verfassung des Gymnasiums zu Trarbach, nebst dessen vorigen Schicksalen und Umständen“. Das von den Franzosen ab 1794 unterdrückte Prinzip des Gymnasiums illustre konnte Touton bis zu seinem Tod im Jahre 1800 mit Hilfe seines Neffen Daniel Touton aufrechterhalten.

## Schriften
- Kurze Nachricht von der gegenwärtigen Verfassung des Gymnasiums zu Trarbach: nebst dessen vorigen Schicksalen und Umständen. Hallanzy, Zweibrücken 1781.